# Taeko Kawasumi
Taeko Kawasumi (河角 多恵子, Kawasumi Taeko, 30 oktober 1972) is een Japans voormalig voetbalster.

## Carrière
Kawasumi maakte op 3 juni 1988 haar debuut in het Japans vrouwenvoetbalelftal tijdens een wedstrijd om het 1988 FIFA Women's Invitation Tournament tegen Tsjecho-Slowakije. Ze heeft twee interlands voor het Japanse vrouwenelftal gespeeld.

## Statistieken
| Japans vrouwenvoetbalelftal | Japans vrouwenvoetbalelftal | Japans vrouwenvoetbalelftal |
| Jaar                        | Wed.                        | Dlp.                        |
| --------------------------- | --------------------------- | --------------------------- |
| 1988                        | 2                           | 0                           |
| Totaal                      | 2                           | 0                           |